# Liste de jeux Williams Electronics Games
Ne doit pas être confondu avec Liste de jeux Williams Manufacturing Company, Liste de jeux Williams Electronic Manufacturing Company ou Liste de jeux Williams Electronics.
La liste de jeux Williams Electronics Games répertorie les jeux d’arcade, ainsi que les flippers produits par Williams Electronics Games. Ces jeux ont été manufacturés de 1985 à 1999. Les productions de jeux vidéo sont estampillées « Bally Midway », « Midway Manufacturing Company » à partir de 1988 ou « Midway Games » à partir de 1996.

## Jeu vidéo
- Hit The Ice (1990)
- High Impact Football (1990)
- Joust 2: Survival of the Fittest (1986)
- NARC (1988)
- Smash T.V. (1990)

## Jeu d'arcade
- Hot Shot (1992)
- Gold Mine Shuffle Alley (1988)
- League Champ SHuffle Alley (1996)
- Shuffle Inn Shuffle Alley (1989)
- Strike Master Shuffle Alley (1991)
- Top Dawg Shuffle Alley (1988)
- Tic Tac Strike (1986)

## Flippers électroniques
- Revenge From Mars (1999)
- Star Wars, Episode I (2000)
- Banzai Run (1988)
- Big Guns (1987)
- Black Knight 2000 (1989)
- Bram Stoker's Dracula (1993)
- Congo (1995)
- Consumer Pin (1988)
- Cyclone (1988) (1988)
- Demolition Man (1994)
- Diner (1990)
- Dirty Harry (1995)
- Earthshaker (1989)
- F-14 Tomcat (1987)
- Fire (1987)
- Fire! (1987)
- Fire! Champagne Edition (1987)
- Fish Tales (1992)
- Flintstones, The (1994)
- FunHouse (1990)
- Getaway High Speed II, The (1992)
- Gold Mine (1988)
- Hurricane (1991)
- Indiana Jones: The Pinball Adventure (1993)
- Jack-Bot (1995)
- Johnny Mnemonic (1995)
- Jokerz! (1988)
- Junk Yard (1996)
- M Game (1986)
- Machine Bride Of Pinbot, The (1991)
- Medieval Madness (1997)
- Millionaire (1987)
- Monster Bash (1998)
- No Fear: Dangerous Sports (1995)
- No Good Gofers (1997)
- PIN-BOT (1986)
- Playboy (1999)
- Police Force (1989)
- Pool (1989)
- Red & Ted's Road Show (1994)
- Riverboat Gambler (1990)
- Road Kings (1986)
- Rollergames (1990)
- Slugfest (1991)
- Space Station (1987)
- Spitfire (1986)
- Star Trek, The Next Generation (1993)
- Swords of Fury (1988)
- Tales of the Arabian Nights (1996)
- Taxi (1988)
- Terminator 2 Judgment Day (1991)
- Ticket Tac Toe (1996)
- Whirlwind (1990)
- White Water (1993)
- Wizard Blocks (1999)

## Machines à Sous
- Power Sevens (1994)
- Shootin' Stars (1994)
- Simply Wild (1994)